# Gerard van der Zoo
 (mai 2014).
Gerard van der Zoo, né le 8 décembre 1743 à Leyde et mort le 5 février 1826 à Noordwijk, est un homme politique néerlandais.

## Biographie
Gerard van der Zoo est un trésorier d'Amsterdam quand éclate la Révolution batave de 1795. 
En janvier 1795, l'armée française de Pichegru franchit le Rhin et envahit les Provinces-Unies. Les patriotes se soulèvent dans tout le pays, le stathouder Guillaume V d'Orange s'exile en Angleterre et la République batave est proclamée. 
Il est élu à l'assemblée provisoire d'Amsterdam en 1795 puis à la première Assemblée nationale de la République batave l'année suivante pour le district de Nieuwersluis.
Le 29 juillet 1800, il est à nouveau élu député et préside la première chambre du Corps législatif batave du 11 au 25 août 1801. Il quitte la politique après la dissolution du Corps législatif le 17 octobre 1801.